# Atrichobrunettia minuta
Atrichobrunettia minuta är en tvåvingeart som beskrevs av Freddy Bravo 2006. Atrichobrunettia minuta ingår i släktet Atrichobrunettia och familjen fjärilsmyggor. Inga underarter finns listade i Catalogue of Life.